# 3Com
3Com va ser una empresa de fabricació de xarxes d'àrea local fundada el 1979 per Robert Metcalfe, l'inventor del protocol Ethernet. El nom 3Com significa ordinadors, comunicacions i compatibilitat.
La seu es trobava a Santa Clara - Califòrnia. 3Com estava comercialment present a tot el món i tenia oficines a 41 països. A finals de 2004 donava feina a unes 1.800 persones.
La producció de 3Com va anar des de targetes de xarxa fins a commutadors, des de tallafocs fins a encaminadors, des de punts d'accés sense fil fins a mòdems. A més, en els últims anys, 3Com també havia entrat al món de la telefonia VoIP.
El 12 d'abril de 2010 , HP va anunciar que havia completat l'adquisició de 3Com per 2.700 milions de dòlars.

## Desenvolupament
El creixement de 3Com, com amb gairebé totes les empreses similars, s'ha produït en gran part gràcies a l'adquisició d'empreses més petites que estaven posicionades de manera atractiva en mercats que de tant en tant interessaven a l'empresa. Amb això en ment, 3Com ha adquirit:
- BICC Data Networks el 1992
- Star-Tek el 1993
- Synernetics el 1993
- Centrum el 1994
- NiceCom el 1994
- AccessWorks, Sonix Communications, Primary Access i Chipcom el 1995
- Axon i OnStream Networks el 1996.

Dues adquisicions importants han consolidat la posició de l'empresa entre els grans pagadors del mercat. L'any 1995 va adquirir Chipcom, empresa líder en la producció de hubs Ethernet de xassís i fabricant dels primers hubs apilables, per 700 milions de dòlars. El 1997, 3Com es va fusionar amb US Robotics i amb ella Palm, Inc. . El març de 2000, Palm Inc va ser admès a cotitzar al Nasdaq.
El 2003, 3Com va cedir la seva filial CommWorks Corporation a UTStarcom, Inc.. CommWorks Corporation es troba a Rolling Meadows, Illinois, i desenvolupa infraestructures de telecomunicacions amb cable i sense fil.
L'abril de 2010, 3Com va ser adquirida per HP per 2.700 milions de dòlars.